# Capela de S. Roque (Forjães)

A Capela de S. Roque construída no séc. XVII está situada num largo espaço público que é o Souto de S. Roque, na Freguesia de Forjães.
Está praticamente encostada à Quinta de Curvos o que levou, entre 1898 e 1904, a uma contenda, pela sua posse, entre o Comendador Domingos Gonçalves de Sá, na altura proprietário da referida quinta, e um conjunto de moradores liderados pelo Sr. António Ribeiro Lima proprietário da casa da Quinta no referido lugar.
A capela, construída em 1600, devido a um voto de Manuel Belo e de sua mulher D. Ana Ribeiro, por altura das pestes que grassaram no século XVI, a última das quais foi em 1598, é um templo relativamente amplo, formado por dois corpos distintos, isto é, capela-mor e corpo central. A fachada, na singeleza das suas linhas, anuncia já o barroco nascente.